# Rio dell'Alboro
Rio dell'Alboro  o de le Ostreghe è un breve canale interno veneziano situato nel sestiere di San Marco.

## Origine del nome

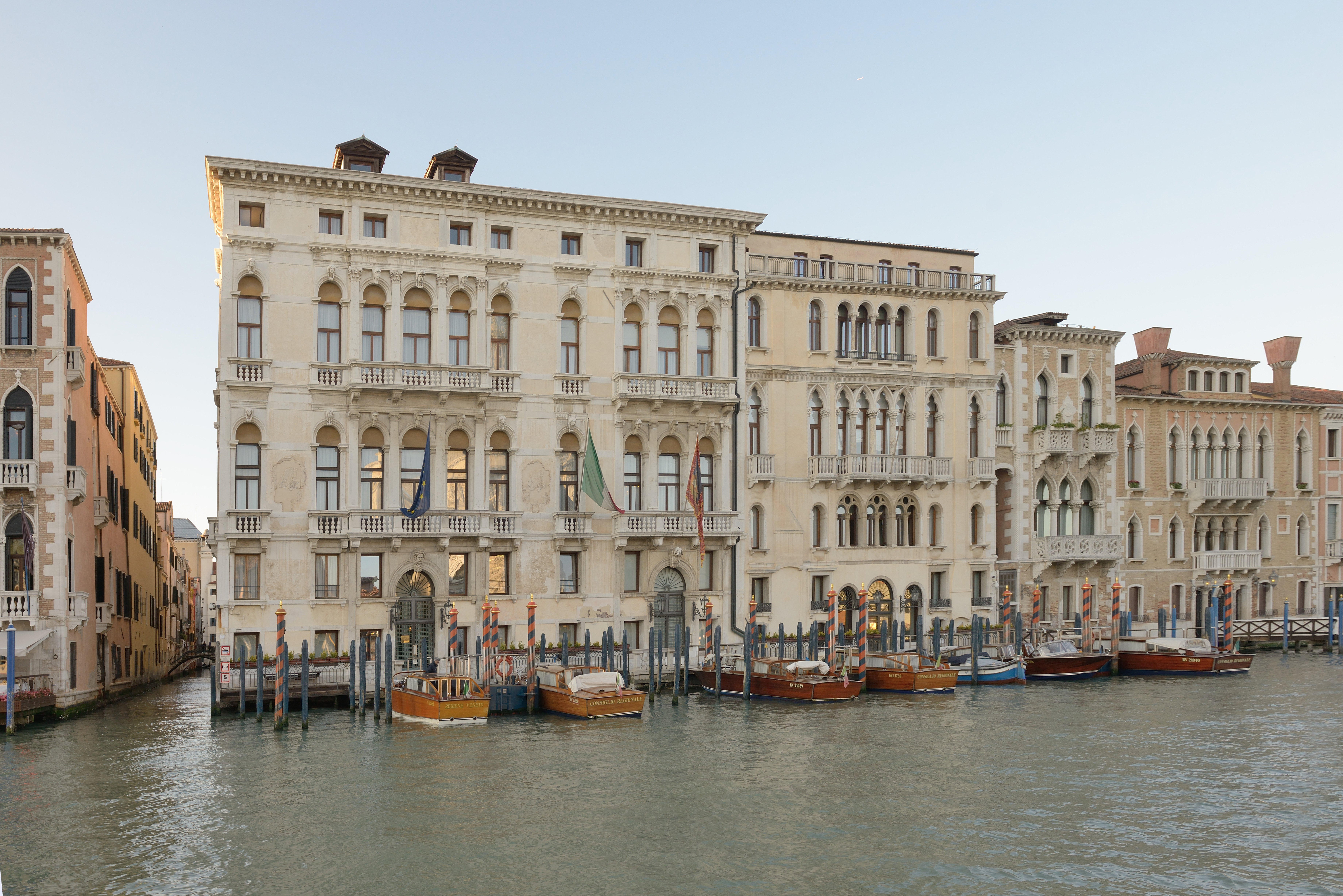
Palazzo Ferro Fini e sbocco del Rio dell'Alboro sul Canal Grande.

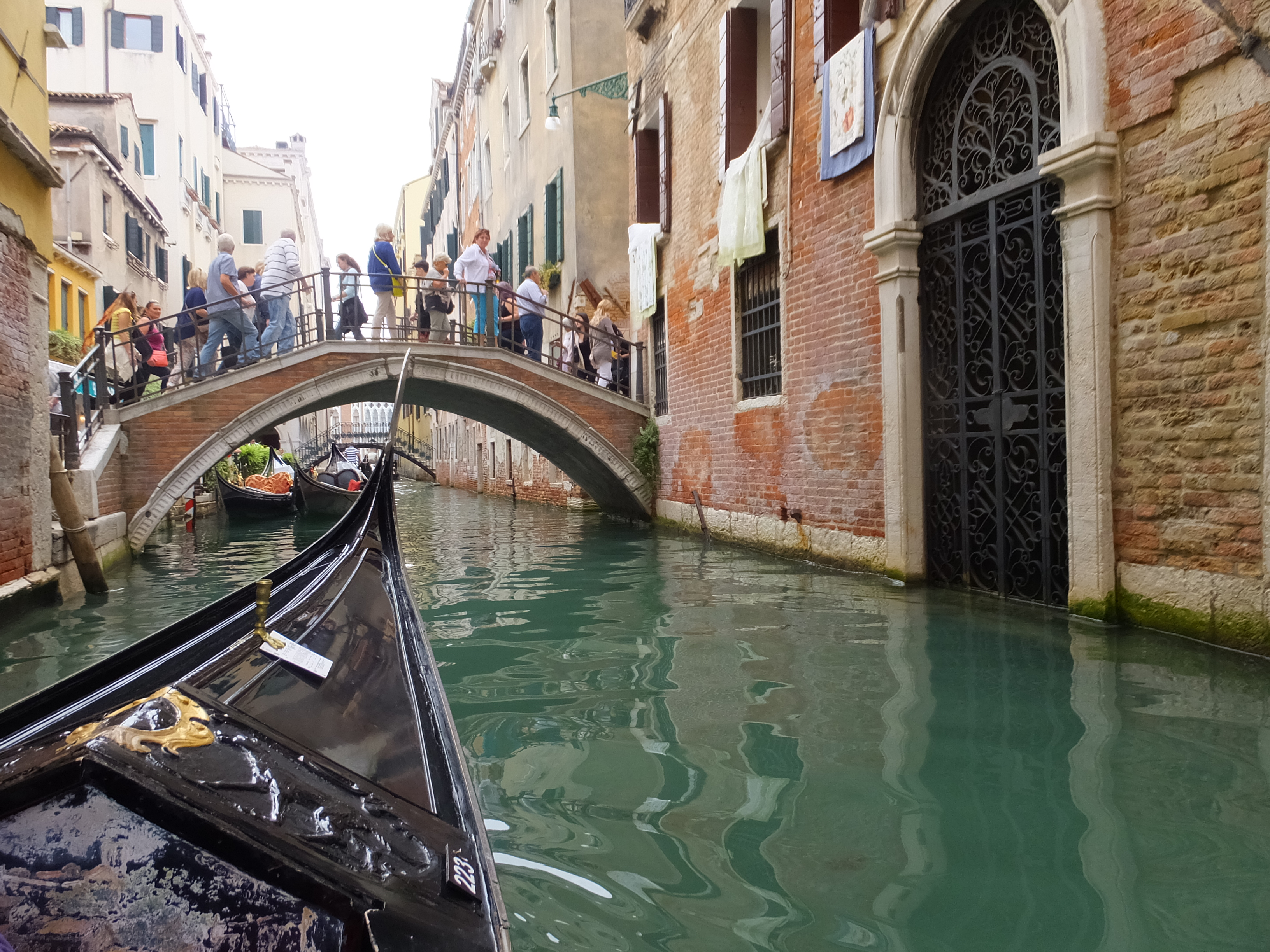
Ponte de le Ostreghe.

Non è sicuro che l'idronimo Rio de l'alboro , attestato sicuramente dal 1696, possa derivare da un antico albero che si trovava in questo settore di Venezia, ma la cosa è verosimile e di uso comune nella toponomastica veneziana. A questo proposito vengono storicamente ricordati vari alberi come un fico nel poco distante Campo San Salvador o un sambuco lungo la Marzaria. Invece l'altro idronimo Rio de le Ostreghe, forse derivante da un rivenditore di ostriche che lì sostava, venne in uso, senza sostituirsi al primo, durante il XVIII secolo. L'intitolazione alle ostreghe  sopravvive nei toponimi del ponte che lo attraversa, dei sotoportego e della fondamenta che lo costeggiano brevemente e dalla calle di accesso a questi.

## Descrizione
Il canale, che unisce tra  loro Canal Grande e Rio de la Vesta in corrispondenza degli accessi dall'acqua del Teatro la Fenice, si trova tutto all'interno del sestiere di San Marco. Secondo la mappa topografica di Lodovico Ughi del 1729/1730 il canale continuava con lo stesso nome anche quando gira verso est sul tracciato oggi noto come di Rio de la Vesta. A quell'epoca però non esistevano i nomi per i rii seguivano le consuetudini e potevano anche essere molteplici. Sicuramente la distinzione divenne quasi ufficiale con la ricostruzione del Teatro la Fenice nel 1790-92 da parte di Giannantonio Selva. Nel corso della riorganizzazione urbana connessa al progetto, venne infatti scavato un piccolo bacino per agevolare l'accesso dall'acqua al teatro e messi in comunicazione con questi due anche il Rio Menuo o de la Verona e il Rio di Santa Maria del Giglio, prima separati da alcuni edifici. Sebbene sufficientemente  rappresentato ne Le Fabbriche e i monumenti cospicui di Venezia di Leopoldo Cicognara, Antonio Diedo e Giannantonio Selva del 1815-1820, la prima affidabile pianta generale di Venezia col nuovo, e attuale, assetto è quella di Bernardo e Gaetano Combatti del 1847, con i nomi ben distinti per tutti i rii e la denominazione, ormai desueta, di Rio del Teatro per il breve "nuovo" bacino.
Sul breve canale passano due ponti:
- Ponte de le Ostreghe, appare già in pietra ma senza parapetti nella pianta del de' Barbari del 1500, verso la fine del secolo successivo Coronelli lo descrive con delle bande laterali (parapetti); i gradini furono rifatti nel 1824; poi nel 1859-1860 fu sottoposto ad un radicale restauro con la sostituzione dei parapetti con le attuali ringhiere in ferro sostenute da colonnine di ghisa; fu però preservata l'elegante ghiera rinascimentale dell'arcata, ornata di fitte baccellature e dalle insegne dei provveditori de Comun in carica all'epoca della costruzione[8];
- Ponte privato (senza nome), costruito nel 1881 con gradini in pietra d'Istria poggianti direttamente su due archi d'acciaio e ringhiera in ferro battuto con inserti in fusione[9].

## Luoghi d'interesse
Ai due lati dell'accesso dal canal Grande si affacciano due importanti edifici:
- Palazzo Ferro Fini; grande edificio barocco, oggi sede del Consiglio Regionale del Veneto.
- Palazzo Pisani Gritti; una severa costruzione gotica trasformata in uno storico albergo di lusso.